# Jordan Jovkov
Jordan Sztefanov Jovkov, cirill betűkkel: Йордан Стефанов Йовков (Zseravna, 1880. november 9. — Plovdiv, 1937. október 15.) bolgár író, a realizmus egyik legkiválóbb bolgár képviselője.

## Életpályája, munkássága
Miután elvégezte gimnáziumi tanulmányait, Dobrudzsában volt tanító. 1912-től 1918-ig katonai szolgálatot teljesített, ezt követően két évig munkanélküli volt. Ezután 1927-ig a bukaresti bolgár követség munkatársa volt, majd visszatért Szófiába.
Különös ábrázolókészséggel, népies nyelven, reális színekben mutatta be dobrudzsai parasztjait, akiket valami minden tavasszal megújuló erő köt a földhöz, a munkához. Elbeszéléseiben, falusi regényeiben, színdarabjaiban lebilincselő elbeszélő, mélyen szántó lélekelemző. Több elbeszélése megjelent magyar fordításban Vásárhelyi Pál Bolgár írók c. antológiájában.
Művei: Razkazi (Elbeszélések); Zsetvarjat (Az arató), regény; Sztaroplaninszki legendi (Balkáni legendák), novellák; Vecseri v Antimovszkija han (Esték az antimovoi fogadóban), novellák; Albena, dráma; Borjána, dráma; Csiflikat kraj granicata (A határmenti major), regény; Zsenszko szardce (Női szív), novellák.